# Mošt
Mošt je grozdni sok. Z natančno nadzorovanim in usmerjenim procesom alkoholnega vrenja vinarji iz njega pridelujejo vino.
Poimenovanje mošt ohranimo tako dolgo, dokler proces alkoholnega vretja ni zaključen in dokler so v njem še vedno delujoče glive kvasovke.
Po starem ljudskem izročilu bi naj na dan 11. november svetnik Sveti Martin iz Toursa, zavetnik vinogradnikov in vinarjev, mošt spremenil v vino. Ta dan imenujemo Martinovo.